# Gorka Iraizoz
Gorka Iraizoz Moreno (Ansoáin, Navarra, 6 de marzo de 1981) es un exfutbolista español que ocupaba la posición de portero. Actualmente es el entrenador de la Sociedad Deportiva Gernika Club.
Es el tercer guardameta que más partidos ha jugado en la historia del Athletic Club, con 392 partidos, tras Iribar (614) y Carmelo (402).

## Trayectoria

### Inicios
Iraizoz comenzó jugando al fútbol sala como delantero en un equipo de su localidad, entrenado por su tío, de los ocho a los diez años.Posteriormente, por necesidad pasó a jugar como portero. Su primer club formativo fue la UDC Chantrea, donde fue progresando y llamó la atención del Athletic Club.En verano de 1999 fichó por el CD Basconia, segundo filial del Athletic Club. Patxi Rípodas, el entrenador, alternó durante toda la temporada a Gorka y Borja Esteban. Para la temporada 2000-01, el Basconia pasó a ser dirigido por José Luis Mendilibar, el cual decidió apostar por Javi López y Xabi Pascual, descartando así a Iraizoz.A pesar de no contar para Mendilibar, entró en varias convocatorias del Bilbao Athletic, que tenía a Sergio Vera como titular y Borja Esteban como suplente. Tras no jugar en la primera mitad de la temporada, se marchó cedido seis meses a la SD Gernika en enero de 2001. Allí se quedó una temporada más, pero ya en propiedad.

### R. C. D. Espanyol
En 2002, tras el buen nivel mostrado en Gernika, fichó por el filial del Espanyol, donde estuvo dos temporadas. Además, llegó a ser convocado para una decena de partidos de Liga del primer equipo, en su segunda temporada, tanto por Javier Clemente como por Luis Fernández. Para la temporada 2004-2005 se fue cedido a la SD Eibar que dirigía José Luis Mendilibar. El equipo armero se quedó a las puertas del ascenso a Primera División. En esta ocasión, fue titular indiscutible para el técnico de Zaldibar.
En 2005 regresó de su cesión y se incorporó al primer equipo del Espanyol, que entrenaba Lotina. En su primera temporada disputó 21 partidos de Liga, 5 de Copa y 6 de UEFA. El 22 de marzo de 2006 se enfrentó al Athletic Club, en San Mamés, donde consiguió parar un penalti a Aduriz y ser el mejor jugador del encuentro.El 12 de abril ganó su primer título como profesional al conquistar la Copa del Rey 2005-06, aunque fue suplente en la final ante el Real Zaragoza.
En su segunda temporada, con Ernesto Valverde como entrenador, disputó el partido de ida de la final de la Supercopa de España 2006 en la que el conjunto periquito perdió por 0-1. Por otro lado, fue el portero titular en Copa del Rey y Copa de la UEFA. Su mejor actuación con el equipo perico fue, en la vuelta de cuartos de final de la Copa de la UEFA, ante el Benfica en el Estadio Da Luz. Sus grandes intervenciones permitieron mantener el 0-0 y avanzar a la siguiente ronda. El 16 de mayo de 2007 disputó la final de la Copa de la UEFA entre Espanyol y Sevilla FC que acabó con derrota por penaltis.

### Athletic Club
El 6 de agosto de 2007, después de una dura negociación, se cerró su traspaso al Athletic Club por una cifra cercana a los 4 millones de euros y la cesión de Iñaki Lafuente al conjunto catalán. Debutó con el Athletic Club en San Mamés, el 26 de agosto de 2007 ante Osasuna, con empate a 0. Sufrió una grave lesión muscular a mediados de noviembre, en Alicante, que le tuvo dos meses de baja. En su primer partido tras la recuperación, se volvió a lesionar para el resto de la temporada. El veterano Armando fue el elegido para sustituirle. 
Desde su regreso, demostró su seguridad y eficiencia bajo palos durante casi una década, siendo indiscutible para todos sus entrenadores. Detuvo un penalti tanto a Cristiano Ronaldo como a Messi, además de a otro gran lanzador como Diego Castro. Su mejor temporada fue la temporada 2013-2014 cuando el Athletic se clasificó para la siguiente edición de Liga de Campeones. Acabó segundo en el Trofeo Zamora con 32 goles encajados en 33 partidos, tras Courtois. Fue decisivo en el partido de ida de la ronda de play-offs de la Liga de Campeones ante la SSC Napoli, que acabó con empate a 1, al realizar varias intervenciones de mérito.
Además, el 23 de agosto de 2014, fue capaz de anotar un gol de cabeza en el minuto 94 en La Rosaleda con 1-0 en contra, pero Mateu Lahoz lo anuló por un inexistente fuera de juego. En rueda de prensa, Iraizoz, en lugar de criticar duramente al árbitro, justificó su error diciendo que es humano equivocarse. En ese partido, había detenido un penalti a Luis Alberto.
Con el Athletic, jugó cinco finales: las finales de Copa del Rey de 2009 y 2012, la final de la Liga Europa de la UEFA 2011-12 y las finales de la Supercopa 2009 y 2015, de las que solo pudo ganar la Supercopa de 2015. En el partido de ida realizó una soberbia parada a lanzamiento de falta Messi con 1-0 en el marcador que hubiera cambiado el signo del partido. También estuvo en el banquillo en la final de Copa del Rey 2015, ya que era Iago Herrerín el portero titular en Copa y Liga Europa desde su llegada al club.
En 2016, tras la retirada de Carlos Gurpegui, se convirtió en el primer capitán del equipo rojiblanco. Para la temporada 2016-2017, Kepa se sumó a la rotación de porteros. Valverde decidió que Gorka y Kepa se alternarían en la Liga y Herrerín mantendría la titularidad tanto en Copa como en Liga Europa. Tras la cesión de Iago Herrerín al Leganés en el mes de diciembre, Gorka quedó como titular en Copa y Liga Europa. A principios de año, debido a la lesión muscular de Kepa, fue titular en todas las competiciones hasta el regreso de Kepa, en marzo. El 4 de mayo de 2017, Josu Urrutia confirmó que no continuaría en el club la próxima temporada, por lo que el portero pondría fin a una década en el club rojiblanco.

### Girona F. C.
El 14 de junio de 2017 se confirmó su fichaje por el Girona FC, recién ascendido a Primera División. El 19 de agosto de 2017 debutó con el equipo catalán, en Montilivi, ante el Atlético de Madrid (2-2). El 10 de septiembre regresó a San Mamés, donde fue homenajeado, aunque no pudo evitar la primera derrota en Primera División del Girona. A partir de la jornada 9 perdió la titularidad en favor de Yassine Bounou.
De cara a la temporada 2018-19 fue elegido como titular en la Copa del Rey, manteniéndose como suplente de Bounou en Liga.

### Carrera posterior
En junio de 2020, un año después de su retirada, se convirtió en entrenador de porteros del Barakaldo CF, que dirigía Aitor Larrazabal. En febrero de 2021 decidió dimitir de su puesto. En agosto de 2021 regresó al cuadro fabril para dirigir a su equipo juvenil.
En agosto de 2022 se incorporó a la SD Gernika como ayudante de Aitor Larrazabal.Al término de la temporada, se marchó junto a Aitor.El 27 de diciembre de 2023 fichó por la S. D. Logroñés de la Primera Federación como ayudante de Larrazabal.
En junio de 2024 fue anunciado como primer entrenador de la SD Gernika para la temporada 2024-2025.

## Selección nacional
Nunca fue convocado por la selección de fútbol de España. Disputó doce partidos con la selección de Euskadi, con la que debutó en 2004 sustituyendo a Sanzol, siendo el segundo jugador con más partidos tras Xabi Prieto. No llegó a disputar ningún partido para la selección navarra, ni en 2004 ante Marruecos ni en 2005 ante China. En ambas ocasiones los porteros convocados fueron López Vallejo y Elía.

## Clubes

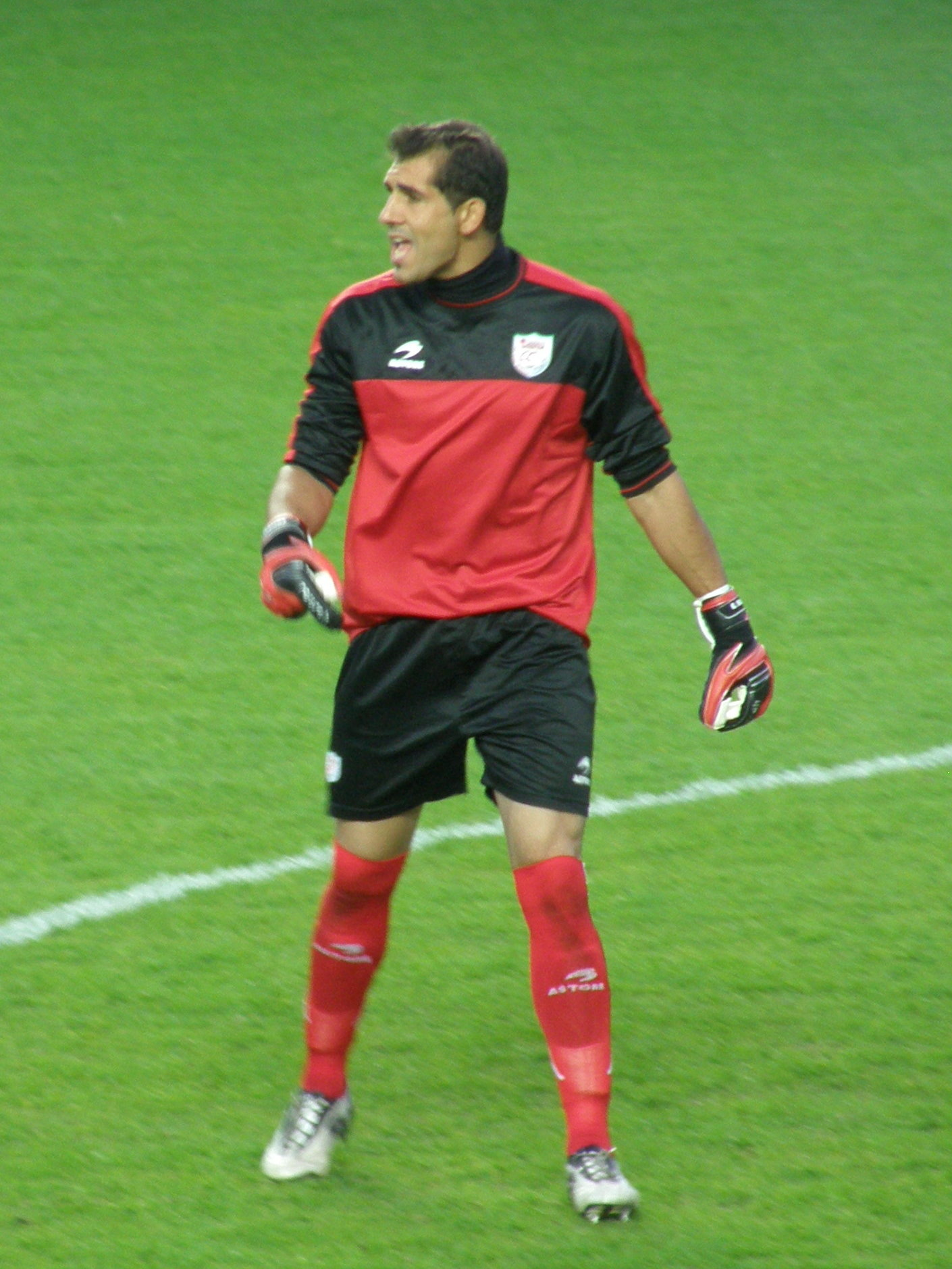
Iraizoz con la selección de Euskadi.

- Actualizado a 1 de marzo de 2019

| Club                | Liga               | Periodo   | PJ  | GE  |
| ------------------- | ------------------ | --------- | --- | --- |
| UDC Chantrea        | Tercera División   | 1998-1999 | 3   | 1   |
| CD Basconia         | Tercera División   | 1999-2000 | 20  | 18  |
| Bilbao Athletic     | Segunda División B | 2000      | 0   | 0   |
| SD Gernika          | Segunda División B | 2001-2002 | 50  | 56  |
| R. C. D. Espanyol B | Segunda División B | 2002-2004 | 59  | 79  |
| SD Eibar (c)        | Segunda División   | 2004-2005 | 41  | 38  |
| R. C. D. Espanyol   | Primera División   | 2005-2007 | 52  | 60  |
| Athletic Club       | Primera División   | 2007-2017 | 392 | 514 |
| Girona FC           | Primera División   | 2017-2019 | 23  | 38  |

## Palmarés

#### Campeonatos regionales
| Título                | Podio   | Sede             | Club              | Año  |
| --------------------- | ------- | ---------------- | ----------------- | ---- |
| Copa Cataluña         | Campeón | Cataluña, España | R. C. D. Espanyol | 2006 |
| Supercopa de Cataluña | Campeón | Cataluña, España | Girona F. C.      | 2019 |

#### Campeonatos nacionales
| Título              | Podio   | País   | Club              | Año  |
| ------------------- | ------- | ------ | ----------------- | ---- |
| Copa del Rey        | Campeón | España | R. C. D. Espanyol | 2006 |
| Supercopa de España | Campeón | España | Athletic Club     | 2015 |